# Ко би се једио на мушке
„Ко би се једио на мушке” је југословенски ТВ филм из 1967. године. Режирао га је Здравко Шотра, а сценарио је написао Коста Трифковић.